# Seven Stones Reef
Seven Stones Reef är ett större rev i Storbritannien. De ligger i Scillyöarna i England, i den södra delen av landet, 500 km väster om London.
Det ligger cirka 24 km västnordväst om Land's End i Cornwall och 11 km östnordöst om Scillyöarna. Revet består av två grupper av klippor och är cirka 3 km långt och 1,5 km brett. Det omges av djupt vatten och har orsakat många grundstötningar. Det finns 71 namngivna vrak i området och totala antalet vrak uppskattas till cirka 200.